# Кончи (Сакский район)
Кончи́ (укр. Кончi, крымскотат. Könçi, Коньчи) — исчезнувшее село в Сакском районе Республики Крым (согласно административно-территориальному делению Украины — Автономной Республики Крым), располагавшийся на востоке района, в степной зоне Крыма, примерно в 1,5 километрах севернее современного села Крымское.

## История
Первое документальное упоминание села встречается в Камеральном Описании Крыма… 1784 года, судя по которому, в последний период Крымского ханства Конджу входил в Каракуртский кадылык Бахчисарайского каймаканства.
После присоединения Крыма к России (8) 19 апреля 1783 года, (8) 19 февраля 1784 года, именным указом Екатерины II сенату, на территории бывшего Крымского Ханства была образована Таврическая область и деревня была приписана к Евпаторийскому уезду. После Павловских реформ, с 1796 по 1802 год, входила в Акмечетский уезд Новороссийской губернии. По новому административному делению, после создания 8 (20) октября 1802 года Таврической губернии, Кончи был включён в состав Тулатской волости Евпаторийского уезда.
По Ведомости о волостях и селениях, в Евпаторийском уезде с показанием числа дворов и душ… от 19 апреля 1806 года в деревне Конче числилось 29 дворов, 135 крымских татар и 9 цыган. На военно-топографической карте генерал-майора Мухина 1817 года деревня Конче обозначена с 24 дворами. После реформы волостного деления 1829 года Кончи, согласно «Ведомости о казённых волостях Таврической губернии 1829 года», отнесли к Темешской волости (переименованной из Тулатской). На карте 1836 года в деревне 17 дворов. Затем, видимо, вследствие эмиграции крымских татар в Турцию, деревня опустела и на карте 1842 года Кончи обозначен условным знаком «малая деревня», то есть, менее 5 дворов.
В 1860-х годах, после земской реформы Александра II, деревню приписали к Абузларской волости. Согласно «Памятной книжке Таврической губернии за 1867 год», деревня Кончи была покинута жителями в 1860—1864 годах, в результате эмиграции крымских татар, особенно массовой после Крымской войны 1853—1856 годов, в Турцию и заселена русскими купцами и мещанами. По обследованиям профессора А. Н. Козловского 1867 года, глубина колодцев в деревне составляла 17—20 саженей (35—40 м), но вода в них была солёная и горькая. На трехверстовой карте Шуберта 1865—1876 года в деревне обозначено 5 дворов. В «Памятной книге Таврической губернии 1889 года» деревня не записана, а, согласно «…Памятной книжке Таврической губернии на 1892 год», в деревне Кончи, входившей в Биюк-Кабаньский участок, числилось 33 жителя в 6 домохозяйствах. В дальнейшем в доступных источниках не встречается.